# La forza delle donne
La forza delle donne è un singolo del cantautore italiano Gigi D'Alessio, pubblicato nel 2003.

## Tracce
1. La forza delle donne – 5:03